# زياد عودة
زياد عودة واسمه الكامل عند الولادة زياد عودة عبد القادر جاموس (19 ديسمبر 1943 – 6 مايو 2016) أديب وكاتب ومؤرخ فلسطيني، ولد في مدينة طولكرم الفلسطينية،  يعد من أبرز الأدباء الذين أغنوا الثقافة الأردنية والفلسطينية، ويُعرف بأنه «شيخ الأدباء»، وكان رئيسًا لرابطة الكتّاب الأردنيين في الزرقاء.

## سيرته
ولد زياد عودة عبد القادر جاموس في مدينة طولكرم بفلسطين بتاريخ 19 ديسمبر 1943، أنهى الثانوية العامة في مدرسة الزرقاء الثانوية بالأردن.
أنشأ عام 1971 مكتبة ثقافية في مدينة الزرقاء وأدارها، وكانت المكتبة قبلة لكافة الرواد من الأدباء والكتاب والمثقفين من كافة المناطق، فقد كان من أبرز روادها كل من: فخري قعوار، وأحمد المصلح، وطلعت شناعة، وإلياس جريس، ومحمد ضمرة، وعدنان علي خالد، وعبد الرحيم عمر، ويوسف ضمرة، وعبد الرحيم بدر، وحابس حسين، وأشرف أباظة، ومازن عجاوي، ومحمد الزواهرة، وغيرهم العديد.

## مؤلفاته
لزياد عودة مجموعة كبيرة من المؤلفات، منها:
- «من رواد النضال في فلسطين»، الجزء الأول، عام 1978.
- «عبد الرحيم الحاج محمد: بطل وثورة»، عام 1984.
- «من رواد النضال في فلسطين»، الجزء الثاني، عام 1988.
- «من رواد النضال في فلسطين»، الجزء الثالث، عام 1991.
- «شهداء وشعراء»، عام 1991.
- «فلسطين في الوجدان»، عام 1992.
- «الكتابة على جدران الزمن»، نصوص وخواطر أدبية، عام 1997.
- «إشارات على درب طويل»،  عام 1999.
- «الصهيونية .. تاريخ طويل في العدوان»، عام 2009.
- «نجوم في سماء فلسطين»، عام 2010.
- «حروف على دروب العشق»، عام 2010.
- «الكتابة فوق أمواج البحر»، عام 2010.
- «إلياس جريس: شاعر الألم والأمل»، عام 2010.[5]
- «عبد الناصر صالح: شاعر الحرية»، عام 2013.[6]

## وفاته
توفي زياد عودة في مدينة الزرقاء الأردنية بتاريخ 6 مايو 2016، عن عمرٍ بلغ 72 عامًا وأربعة أشهر ونصف، إثر مضاعفات مرض السكري.

## تخليده
تخليدًا وتكريمًا لزياد عودة؛ فقد جرى بعد وفاته إنشاء «جائزة الأديب العربي زياد عوده للإبداع والثقافة».

## مؤلفات عنه
صدرت عدة مؤلفات عن زياد عودة، كان منها:
- كتاب من تأليف الكاتب الأردني إبراهيم أبو زينة.[3]

## وصلات خارجية
- زياد عودة على موقع أرشيف الشارخ.
- زياد عودة على موقع المكتبة المفتوحة (الإنجليزية)